# Tricolia indica
Tricolia indica is een slakkensoort uit de familie van de Phasianellidae. De wetenschappelijke naam van de soort is voor het eerst geldig gepubliceerd in 1940 door Winckworth.